# Багдаді Махмуді
Аль-Багдаді Алі аль-Махмуді — Секретар Вищого народного комітету (Прем'єр-міністр) Лівії

## Біографія
Народився 1 липня 1950 року.
Професійна діяльність:
1977-1985 рр. — Секретар Народного комітету (міністр) охорони здоров'я шаабіяту (провінції) «П'яти Пунктів».
1992-1997 рр. — Секретар (міністр) Головного народного комітету охорони здоров'я.
1997-2000 рр. — Заступник секретаря (спікера) Всенародного конгресу (парламенту) у справах народних комітетів.
2000 р. — Заступник секретаря (віце-прем'єр-міністр) Вищого народного комітету (уряду) з питань послуг.
2001 р. — Заступник секретаря (спікера) Всенародного конгресу (парламенту) з питань ресурсів, навколишнього середовища та архітектурного планування.
2001-2004 рр. — Заступник Секретаря (віце-прем'єр-міністр) Вищого народного комітету з питань виробництва.
2004–2006 рр. — Заступник Секретаря (перший віце-прем'єр-міністр) Вищого народного комітету. Обраний Головою Лівійської частини українсько-лівійської Комісії із співробітництва.
У липні 2005 року на чолі урядової делегації відвідав з візитом Україну.
З березня 2006 р. — Секретар (прем'єр-міністр) Вищого народного комітету.
Переобраний на посаду Секретаря (прем'єр-міністра) Вищого народного комітету
Має ступінь доктора медицини (акушер-гінеколог). Вважається однією із найбагатших людей у Джамахирії. Бізнес активи сконцентровані переважно у сільськогосподарській сфері. Близький до Лідера лівійської революції М.Каддафі.
У січні 2022 року Багдаді Махмуді був ув'язнений в Лівії після екстрадиції Тунісом у 2012 році, він збирається подати скаргу проти Тунісу до лівійських установ і до міжнародного кримінального суду.